# صورة دوريان غراي
صورة دوريان غراي (بالإنجليزية: The Picture of Dorian Gray) هي رواية فلسفية صدرت عام 1891 بقلم الكاتب والمسرحي أوسكار وايلد. نشرت لأول مرة على شكل مسلسل في عدد يوليو 1890 من مجلة ليبينكوت الشهرية، وخشي المحررون نشر القصة كونها غير لائقة، وحذفوا خمسمائة كلمة قبل النشر، وتم ذلك دون معرفة وايلد.
قام وايلد بتنقيح وتوسعة الطبعة الواردة في المجلة لنشرها في كتاب. ظهرت طبعة الكتاب عام 1891 وبها مقدمة موجزة قدم بها دفاعا عن فن الرواية والقارئ. وما قدمه وايلد في المقدمة من محتوى وأسلوب وعرض جعلها عملا أدبيا له شهرته الخاصة، بوصفها نقدا اجتماعيا وثقافيا. في أبريل عام 1891، قامت دار وارد، لوك أند كومباني بنشر النسخة المعدلة من صورة دوريان غراي.
هذه هي الرواية الوحيدة التي كتبها وايلد، وهي موجودة في نسختين، نسخة المجلة عام 1890 ونسخة الكتاب عام 1891. للرواية مكان ضمن أدب القرن التاسع عشر، فهي مثال على الأدب القوطي مع مواضيع قوية مقتبسة من أسطورة فاوست.

## روابط خارجية
- صورة دوريان غراي على موقع الموسوعة البريطانية (الإنجليزية)